# Constantijn Huygens
Constantijn Huygens (L'Aia, 4 settembre 1596 – L'Aia, 28 marzo 1687) è stato uno scrittore, diplomatico e compositore olandese, padre del diplomatico Constantijn Huygens jr. e dello scienziato Christiaan Huygens.

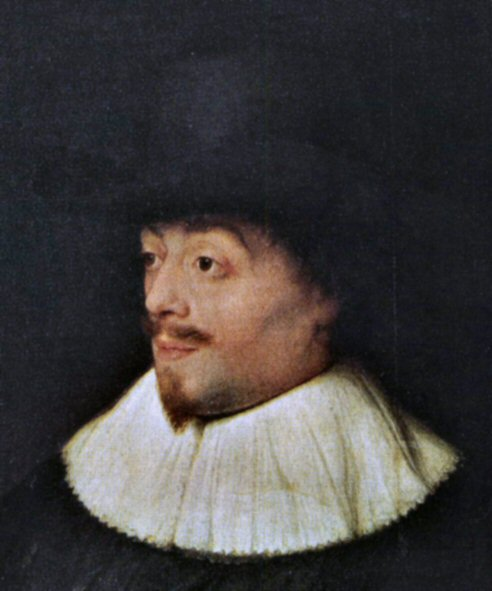
Constantijn Huygens ritratto da Jan Lievens, 1628 (circa)

Spesso è considerato membro del cosiddetto Muiderkring, un gruppo di autorevoli intellettuali che si riunivano intorno a Pieter Corneliszoon Hooft e si incontravano regolarmente nel castello di Muiden, vicino ad Amsterdam. Ma probabilmente Huygens visitò il circolo solo occasionalmente.
Huygens è stato uno dei poeti più prolifici del Secolo d'oro olandese. Fu anche segretario di due principi d'Orange: Federico Enrico d'Orange e Guglielmo II d'Orange
Fece costruire vicino all'Aia, nei pressi della città di Voorburg, una piccola villa, chiamata Hofwijck (Vitaulium in latino), un rifugio dove si riposava dai suoi impegni alla Corte Reale dell'Aia. Suonava molti strumenti musicali (liuto, viola da gamba, clavicembalo), per i quali scrisse molte musiche. Considerava il suo amore per la musica più importante delle sue attività letterarie, alle quali si dedicava nel tempo libero.
Huygens è sepolto nella Grote Kerk dell'Aia, insieme a suo figlio Christiaan Huygens e altri membri della sua famiglia.
Nel 1947 fu creato un premio letterario, il Constantijn Huygensprijs per onorare la sua memoria.

## Biografia
Constantijn Huygens nacque il 4 settembre 1596 all'Aia, secondogenito di Christiaan Huygens (senior) - segretario del Consiglio di Stato - e Suzanna Hoefnagel. Il nome Constantijn deriva da constantia, la costanza della città nella sua lotta per la libertà contro l'oppressione (i nonni di Constantijn furono borgomastri di Breda).

### Educazione
Constantijn ricevette un'istruzione molto accurata ed era un bambino molto dotato. Il padre aveva le proprie idee in materia di metodi educativi e istruì i suoi figli in casa. Essi studiavano in parte con il padre, in parte con istitutori che avevano ricevuto istruzioni dettagliate. All'età di cinque anni, Constantijn e suo fratello Maurits cominciarono a studiare musica.
Cominciarono con lezioni di canto e impararono le note usando bottoni colorati sulle giacche. Christiaan senior insegnò ai ragazzi il sistema "moderno" delle sette note, invece del tradizionale, più complicato, sistema degli esacordi.
Due anni dopo iniziarono le prime lezioni di viola, seguite da lezioni di liuto e clavicembalo. Constantijn mostrò un'inclinazione particolare per il liuto. All'età di undici anni suonava già in gruppo e più tardi, durante i suoi viaggi diplomatici, gli fu chiesto di suonare alla corte danese e per Giacomo I d'Inghilterra.
Constantijn era anche dotato per le lingue. Studiò il francese, il latino, il greco e più tardi l'italiano e l'inglese.
A undici anni scrisse i primi versi in latino, ma i suoi genitori non volevano che diventasse un bibliofilo. Per loro era più importante che diventasse un cittadino colto, versatile in molti sport. Per questa ragione gli fu insegnato anche a cavalcare, tirare di scherma, disegnare e modellare la creta. Questa formazione lo portò a incarnare i principi dell'educazione umanistica.
La madre di Costantijn, Suzanna, era di Anversa. Nella sua opera teatrale Trijntje Cornelis (1653), Huygens parlava di Anversa, città che conosceva attraverso sua madre e per le visite in loco, decantandone la bellezza e il clima.
Nel periodo della Tregua dei dodici anni Costantijn studiò matematica, diritto e logica, inoltre imparò a usare la picca e il moschetto. Nel 1614 insegnò all'organista cieco Pieter de Vooys (un discepolo di Sweelinck) a suonare la spinetta. Nel 1614 scrisse anche la sua prima poesia in olandese, ispirata al poeta francese Guillaume de Salluste du Bartas, in cui loda la vita rurale. All'età di vent'anni si innamorò di Dorothea van Dorp, ma la loro relazione non durò a lungo.
Nel 1616 Constantijn e il fratello Maurits cominciarono gli studi presso l'Università di Leida. Studiare a Leida era considerato un modo per crearsi una rete sociale. Poco dopo, Maurits fu richiamato a casa per assistere il padre. Constantijn completò gli studi nel 1617 e tornò a casa.  Seguì un periodo di sei settimane di tirocinio con Antonis de Hubert, un avvocato di Zierikzee. De Hubert era attento allo studio della lingua e della scrittura e si consultava con Pieter Corneliszoon Hooft, Laurens Reael e Joost van den Vondel per quanto riguarda la lingua e l'ortografia (1613).

## Inizi della carriera e prime opere
Nella primavera del 1618 Huygens trovò un impiego presso Lord Dudley Carleton, inviato inglese alla corte dell'Aia. Huygens trascorse l'estate di quell'anno a Londra, nella casa dell'ambasciatore olandese, Noël de Caron. Durante il suo soggiorno a Londra allargò la sua cerchia sociale e imparò anche a parlare l'inglese.

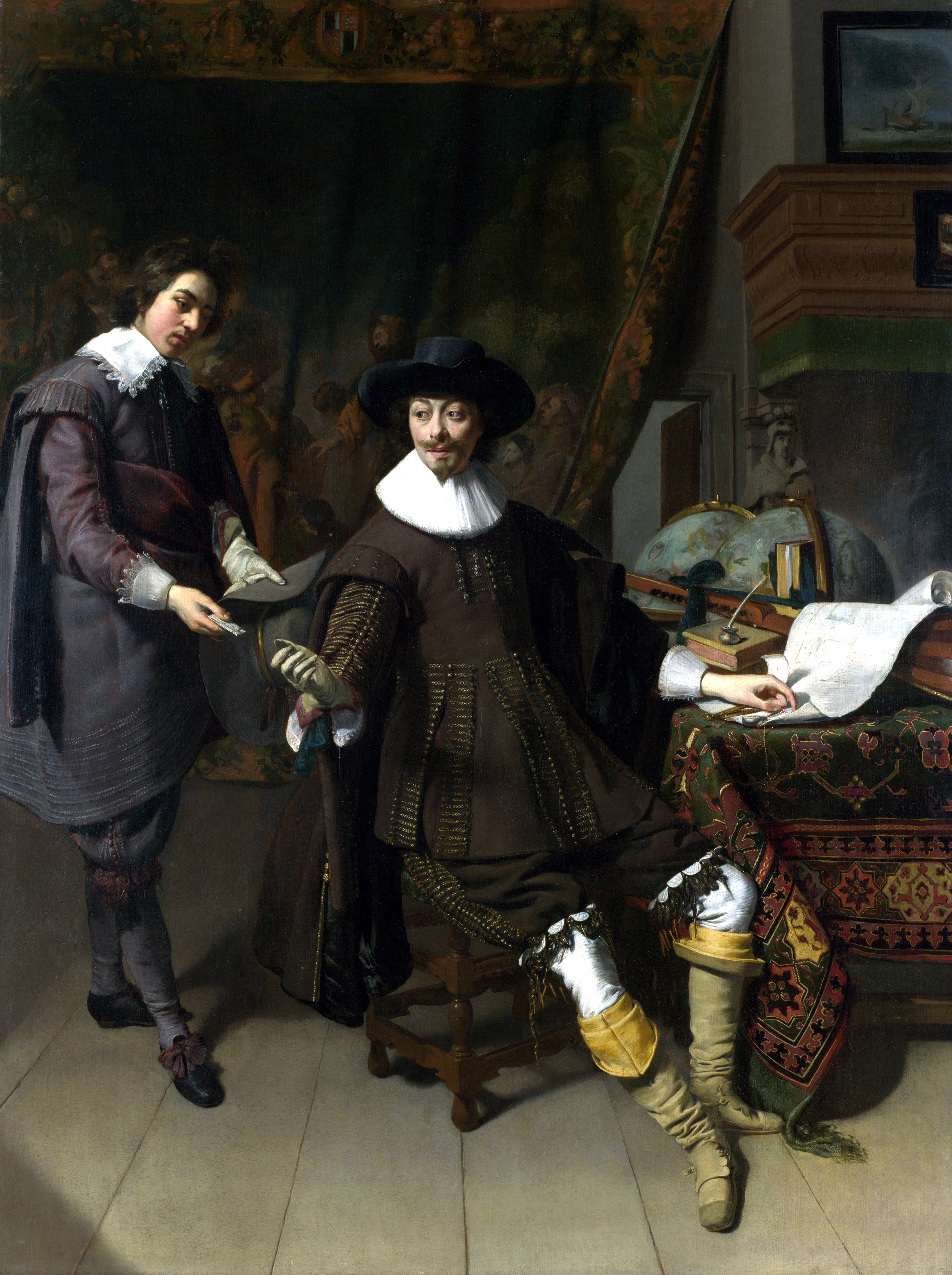
Constantijn Huygens e i suoi segretari, ritratti da Thomas de Keyser

Nel 1620, verso la fine della Tregua dei dodici anni, Huygens si recò a Venezia come segretario dell'ambasciatore François van Aerssen, per scongiurare la minaccia di una nuova guerra. Era l'unico membro della legazione a parlare italiano. Nel 1621 si recò in Inghilterra come segretario di sei ambasciatori delle Province Unite.
Nel 1619 Huygens entrò in contatto con Anna Visscher e Pieter Corneliszoon Hooft. Huygens scambiò molte poesie con Anna Visscher. Nel 1621 cominciò uno scambio poetico con Hooft. A ottobre inviò a Jacob Cats una lunga poesia in olandese,  't Voorhout. A dicembre cominciò a scrivere  't Kostelick Mal, una satira sulla vanità della moda in voga. La moda, secondo Huygens, caratterizza l'incostanza, con cui la gente sobria, cristiana non vuole avere niente a che fare. Nel 1622, durante il suo incarico diplomatico in Inghilterra, ricevette il titolo di cavaliere dal re Giacomo I Stuart.
Nel 1623 scrisse Printen, una descrizione di varie caratteristiche degli esseri umani. Si tratta di un'opera satirica, moralistica, una delle poesie più difficili di Huygens.
Sempre nel 1623, Maria Tesselschade Visscher sposò Allard Crombalch. Per questa occasione Huygens, Hooft e Vondel scrissero dei versi celebrativi. Durante la festa di matrimonio Huygens corteggiò Machteld di Camps e a questo episodio fa riferimento la poesia Vier en Vlam.
Nel 1625 fu pubblicata la sua opera Otia, o Ledige Uren, una raccolta delle sue poesia.

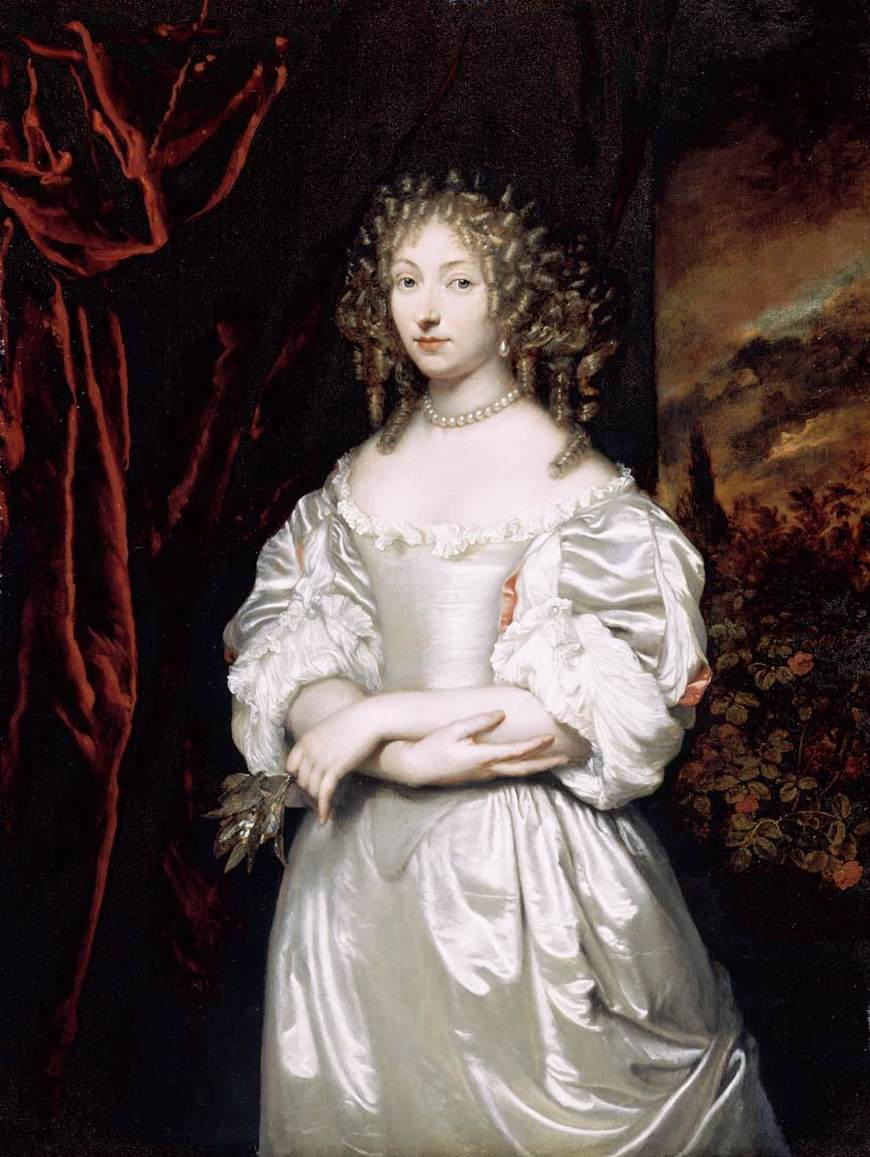
Suzanna Huygens (circa 1667), ritratta da Caspar Netscher

La raccolta segnò la fine degli anni di formazione e della sua giovinezza. Huygens era impiegato come segretario di Frederik Hendrik, che, dopo la morte di Maurizio d'Orange, fu nominato statolder. Nel 1616 Huygens si innamorò di Suzanna van Baerle, per la quale scrisse molti sonetti, in cui la chiama Sterre (stella). I due si sposarono il 6 aprile 1627.

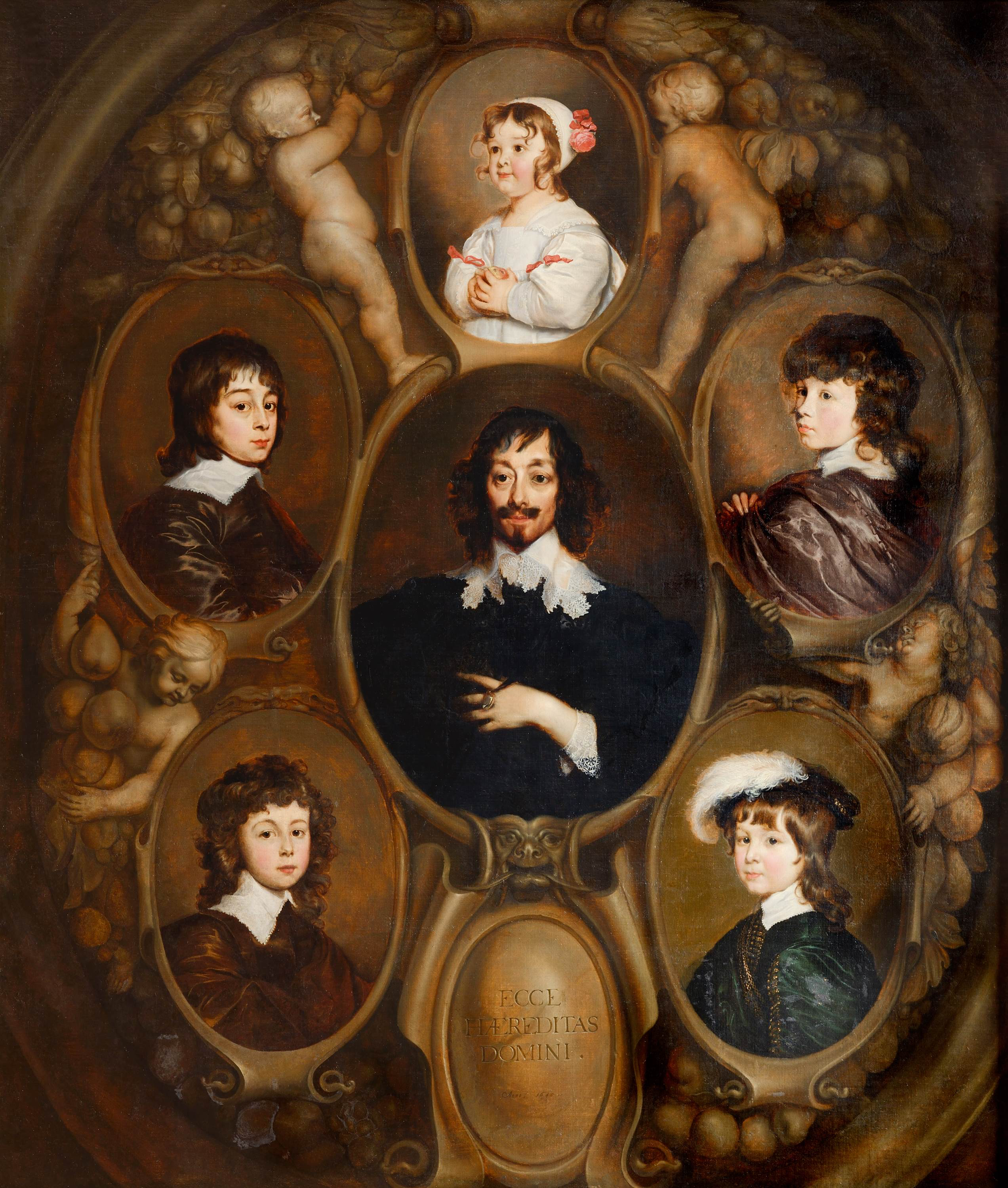
Huygens e i suoi figli (Maurits Huis, L'Aia)

Huygens descrisse il loro matrimonio in Dagh-werck, opera di circa 2000 versi a cui lavorò per tutta la durata del loro matrimonio. La coppia ebbe cinque figli: Costantijn (1628), Christian (1629), Lodewijk (1631), Philips (1632), Suzanna (1637). La moglie Suzanna morì nel 1637.

## Carriera diplomatica
Huygens cominciò una carriera di successo nonostante il dolore per la morte della moglie. Nel 1630 fu nominato curatore della proprietà della famiglia d'Orange. Questo impiego gli assicurò un reddito annuale di 1000 fiorini. Lo stesso anno Huygens comprò la tenuta Zuilichem e cominciò a essere chiamato Signore di Zuilichem. Nel 1632 Luigi XIII di Francia lo nominò cavaliere dell'Ordine di Saint-Michel. Nel 1643 a Huygens fu concesso l'onore di porre nel suo stemma un giglio d'oro su campo blu.
Nel 1634 Huygens ricevette da Frederik Hendrik una proprietà all'Aia, nella parte nord del Binnenhof (il complesso di edifici dove si svolgeva la vita politica olandese). Il terreno si trovava vicino alla proprietà di un suo buon amico, il conte Johan Maurits di Nassau-Siegen, che costruì la sua casa, la Mauritshuis, più o meno negli stessi anni. Sulla facciata della casa di Huygens si possono vedere tre statue di donne che rappresentano i principi della buona costruzione: simmetria, forza e comodità.
In questo periodo Huygens era in contatto con molti personaggi illustri. All'inizio degli anni trenta del 1600 era in contatto con Cartesio, Hooft (di cui apprezzava l'opera Historiën) e Rembrandt. Huygens scriveva poesie e aveva un interesse particolare per la poesia di John Donne, che tradusse in olandese.
Dopo la morte della moglie Suzanna, sua cugina Catharina Sweerius cominciò a occuparsi della gestione della tenuta. Per mesi Huygens non riuscì a scrivere poesie, addolorato per la morte della moglie. Alla fine, ispirato da Petrarca, compose il sonetto Op de dood van Sterre (Sulla morte di Sterre). Aggiunse la poesia alla raccolta Dagh-werck, che lasciò incompleta. Dopo aver inviato la raccolta a vari amici, nel 1658 la pubblicò come parte dell'opera Koren-bloemen.

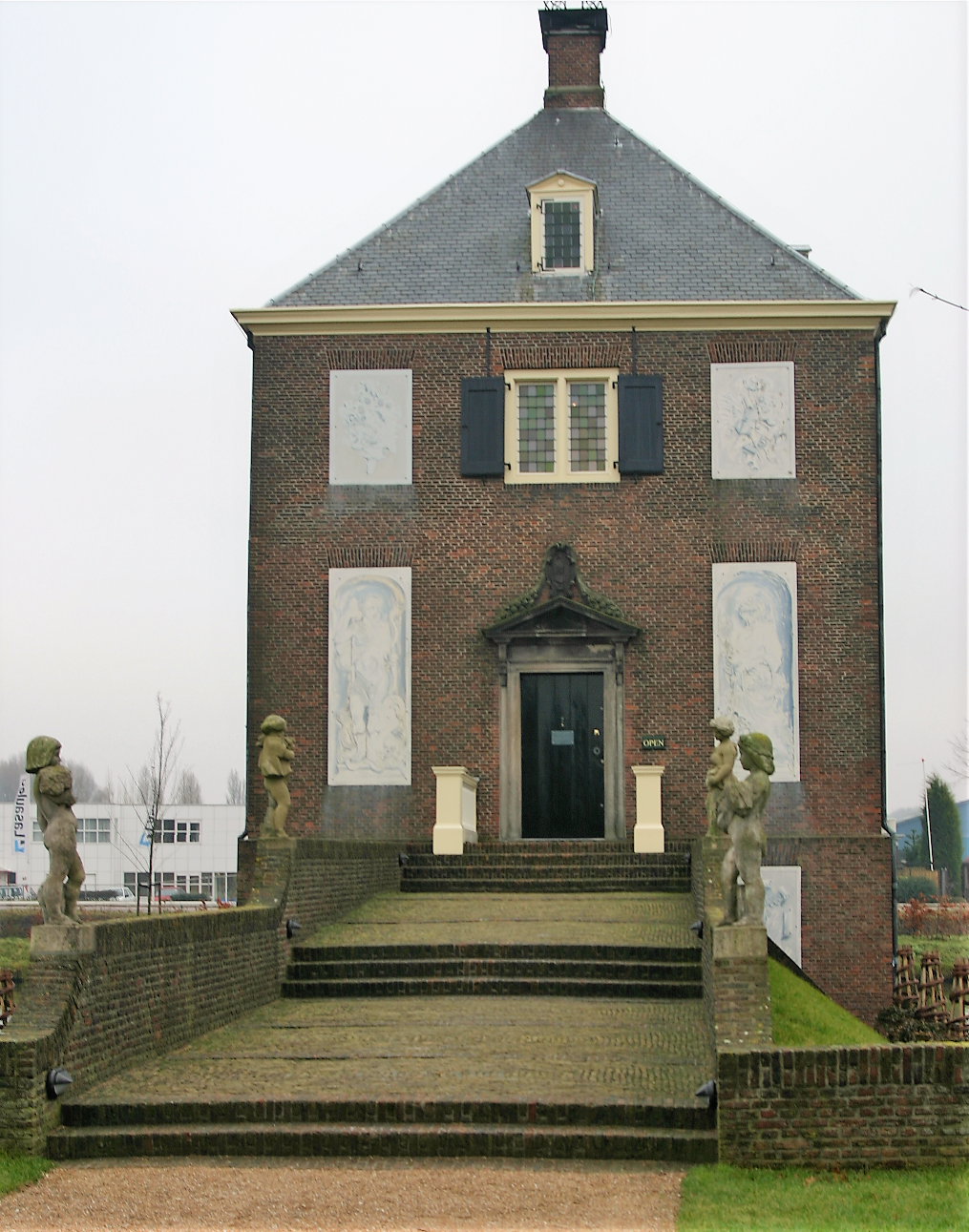
Hofwijck

Circa due anni dopo la morte della moglie, Huygens acquistò un terreno a Voorburg e commissionò la costruzione di Hofwijck, che fu inaugurata nel 1642.
Qui Huygens sperava di sfuggire alle attività ufficiali dell'Aia, come indica il nome della tenuta: Hof (=Corte) e Wijk (=fuga). Quell'anno morì suo fratello Maurits. Smise di scrivere poesie a causa del lutto, ma continuò a scrivere epigrammi in latino. In seguito cominciò a scrivere poesie giocose in olandese.
Negli anni 1644-1645 Huygens cominciò opere più importanti. Come dono per Leonore Hellemans, compose Heilige Daghen, una serie di sonetti sulle feste natalizie. Nel 1647 pubblicò un'altra opera che combinava tono giocoso e serio, Ooghentroost (Consolazione per l'occhio), dedicato all'amica Lucrezia di Trello, che stava perdendo la vista ed era già quasi completamente cieca.
Nel 1647 Constantijn Jr. e Christiaan cominciarono gli studi a Leida. In questi anni Frederick Henry, confidente e protettore di Huygens, si ammalò gravemente e morì nel 1647. Il nuovo statolder, Guglielmo II, apprezzava moltissimo Huygens e gli conferì la tenuta di Zeelhem. Nel 1650, due anni dopo la fine della Guerra degli ottant'anni, Guglielmo II morì. Il suo successore Guglielmo III nacque una settimana dopo. La morte di Guglielmo II segna l'inizio della "Prima fase di statolderato".
Nel 1650-1652 Huygens scrisse la poesia Hofwijk, in cui descriveva le gioie della vita lontano dalla città. Si pensa che Huygens la scrisse come testamento a se stesso, un memento mori, perché in questo periodo morirono molti suoi amici e familiari: Hooft (1647), Barlaeus (1648), Maria Tesselschade (1649) e Cartesio (1650).
Con l'inizio della fase di statolderato, come segretario Huygens ebbe meno impegni. L'attività di Huygens era soprattutto quella di primo consigliere della casa d'Orange. In questo periodo Huygens fece molti viaggi di lavoro.
Riuscì però a trovare il tempo per pubblicare altre sue opere. Nel 1647 uscì a Parigi una raccolta di sue creazioni musicali, Pathodia sacra et profana. La raccolta comprendeva alcune composizioni in latino ispirate ai Salmi, testi in francese e testi profani in italiano. L'opera era dedicata a Utricia Ogle, la bella nipote di un diplomatico.
Nel 1648 Huygens scrisse Twee ongepaerde handen, una composizione per clavicembalo. Quest'opera era collegata a Marietje Casembroot, una clavicembalista di venticinque anni con cui Huygens condivideva l'amore per la musica.
In questo periodo Huygens cercò di ottenere incarichi governativi per i suoi figli. Christiaan però non aspirava al lavoro amministrativo, perché si era dedicato alla scienza, ottenendo fama internazionale.
Nel 1657 suo figlio Philips morì dopo una breve malattia durante un grand tour in Prussia. Lo stesso anno Huygens si ammalò gravemente ma guarì in modo miracoloso.
A Natale di quell'anno uscì la raccolta completa delle sue poesie in olandese, Koren-bloemen, tra le quali Heilighe Daghen (1645), Ooghen-troost (1647), Hofwijck (1653) e Trijntje Cornelis (1653). Quest'ultima, Trijntje Cornelis, è un'esplosione di creatività, testimone della rara capacità linguistica ed espressiva dell'autore.
Nel 1660 sua figlia Suzanna sposò Philips Doublet, figlio della sorella di Huygens, Geertruijd. Nel 1661, ormai nonno, Huygens fu inviato in Francia dai tutori di Guglielmo III per recuperare il possesso della contea di Orange. Nel 1665 la contea su restituita alla famiglia Orange-Nassau e Huygens tornò nei Paesi Bassi.

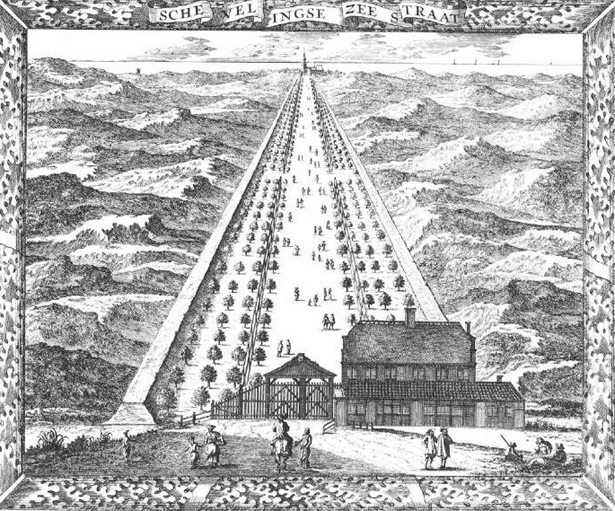
Disegno della Zee-straet

Tornando in patria, Huygens disegnò la nuova strada di sabbia dell'Aia, che attraversava le dune di Scheveningen. Huygens aveva già progettato questa strada nel 1653 e ne parlò nella sua opera Zee-straet. La strada fu realizzata in base al suo disegno.
Nel 1667 gli Stati d'Olanda abolirono lo statolderato con un Editto Perpetuo, una soluzione che Huygens non approvava. L'anno seguente Guglielmo III fu nominato Primo Nobile degli Stati Provinciali di Zelanda.
Il 1672 fu un anno disastroso per i Paesi Bassi. Il re di Francia attaccò da sud, penetrando nel territorio olandese fino a Utrecht, dove fu bloccato dalla Waterlinie. Inghilterra e Francia attaccarono dal mare, ma furono bloccate dalla flotta olandese. Da est il principe-vescovo di Münster attaccò il nord-est e assediò la città di Groninga.
In due anni gli olandesi, guidati dal Principe d'Orange, respinsero i nemici. I figli di Huygens adesso poterono ottennero degli incarichi governativi. Costantijn Jr. fu nominato segretario di Guglielmo III e Lodewijk fu nominato landdrost di Gorinchem, ma nel 1676 fu accusato di estorsione. Lo stesso anno uscì la seconda edizione di Koren-bloemen, una raccolta di opere in 27 libri. Le novità in questa edizione erano Zee-straet, Mengelingh (una sezione di poesie serie scritte dopo il 1657) e sette libri di snel-dichten ("poesie veloci"). Ormai anziano, Huygens si rifugiò nella musica. In tutta la sua vita scrisse circa 769 composizioni musicali.
Nel 1676 Michiel de Ruyter morì e fu sepolto nella Nieuwe Kerk di Amsterdam nel marzo del 1677. Huygens era presente come presidente del Consiglio del principe e rappresentante della Casa d'Orange. Lo stesso anno Guglielmo III sposò Maria II d'Inghilterra, figlia di Giacomo II d'Inghilterra.
Nel 1680 Constantijn Jr. lasciò la casa paterna insieme alla sua famiglia. Per porre fine alle chiacchiere che cominciarono subito dopo, Huygens scrisse la poesia Cluijs-werck, in cui dà un'idea delle ultime fasi della sua vita.
Constantijn Huygens morì il 28 marzo 1687 all'età di novant'anni. Una settimana dopo fu sepolto nella Grote Kerk all'Aia.